# Grey Owl
Grey Owl, vlastním jménem Archibald Stansfeld Belaney (18. září 1888, Hastings, Anglie – 13. dubna 1938, Prince Albert, Saskatchewan) byl kanadský spisovatel původem z Anglie, lovec, ochránce zvířat a mluvčí Indiánů, jejichž způsob života převzal.

## Život

### Mládí
Grey Owl pocházel z rozvrácené rodiny. Od dvou let ho vychovávaly jeho tety, protože oba jeho rodiče emigrovali do USA. Studoval na střední škole v Hastingsu, kde vynikal obzvláště v chemii a v jazycích. Již tehdy měl obrovský zájem o přírodu (především o zvířata) a o život severoamerických Indiánů a strávil hodně času toulkami po lesích poblíž svého domova. Naučil se také výborně zacházet s nožem a střílet.
V šestnácti letech odešel ze školy pracovat do místní společnosti obchodující se dřevem. Prováděl tam však různé žertíky s třaskavinami, při kterých se mu málem podařilo zničit budovu společnosti. Byl proto propuštěn, a tak se roku 1906 rozhodl odjet do Kanady do Toronta studovat zemědělství.

### Indiánem v Kanadě
V Torontu však pobyl jen krátkou dobu a přestěhoval se do městečka Temagami na severu provincie Ontario, kde pracoval jako lovec kožešin, průvodce a lesník. Roku 1910 se zde oženil s Indiánkou z kmene Odžibvejů jménem Angele Egwuna, měl s ní dceru Agnes a žil s rodinou ve stanu na ostrově v jezeře Temagami. Přijal indiánské jméno Velká šedá sova (Va-ša-kvon-asin, anglicky Grey Owl) a tvrdil o sobě, že se narodil v Mexiku jako syn skotského otce a apačské matky a že odjel z USA do Kanady, kde se stal členem kmene Odžibvejů. Začal však pít a již roku 1911 svou ženu i s dcerou opustil, ale nerozvedl se. Pak měl poměr s métiskou ženou Marií Giradovou, která mu poradila roku 1914 syna Jonnyho a zakrátko poté zemřela na tuberkulózu.
Během první světové války sloužil v kanadské armádě ve Francii jako odstřelovač. Byl dvakrát raněn a od dubna roku 1916 se léčil v Anglii s gangrénou ve zraněné noze. Když se zotavoval u svých tet v Hastingsu, potkal zde přítelkyní z dětství Constance Holmesovou, zatajil jí, že je již ženat a v únoru roku 1917 se s ní oženil, čímž se dopustil bigamie. Manželství však nemělo dlouhé trvání. V září roku 1917 se Grey Owl vrátil do Kanady, kde po propuštění z armády obdržel invalidní důchod, a s Constance se již nikdy neviděl.

### Z lovce ochráncem přírody

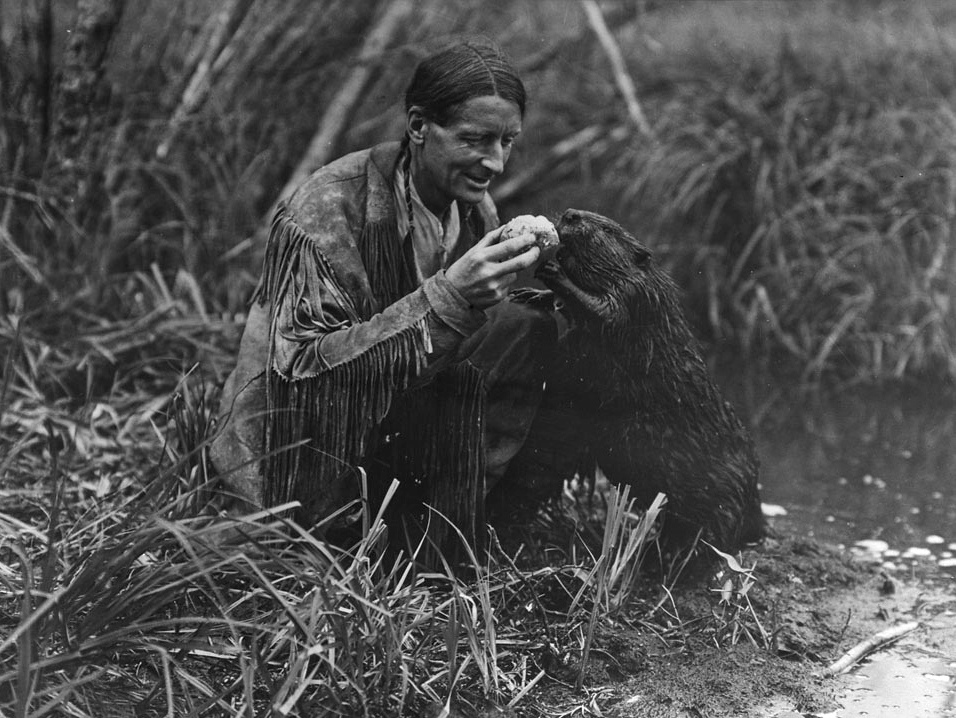
Grey Owl a jeho bobr

Od roku 1917 žil Grey Owl opět u jezera Temagami, živil se jako lovec, ale začal mít problémy s alkoholem a následně s agresivitou v opilosti. Roku 1925 se seznámil s devatenáctiletou Indiánkou Anahaero (vlastním jménem Getrude Bernardová) z kmene Mohawků, se kterou se oženil podle indiánského obřadu, ačkoliv byl stále ženat. Anahaero měla na Grey Owla velký vliv a později se sama stala spisovatelkou, ochránkyní přírody a aktivistkou za práva zvířat.
Pod vlivem Anahaero se Grey Owl postupně změnil z lovce na ochránce přírody. Obzvláště se věnoval bobrům, které dříve pro kožešinu lovil, a kteří se stali v Kanadě ohroženým druhem (jako domácí mazlíčky dokonce choval dva bobry, jejichž matku při lovu zabil). Začal také o této problematice psát články (například do časopisu Kanadské lesnické asociace Forest & Outdoors) a stal se známým nejen v USA a v Kanadě, ale i ve Spojeném království.
Roku 1928 se Grey Owl s Anahaero a se svými dvěma bobry přestěhoval k jezeru Témiscouata a byl zde o něm natočen krátký dokumentární němý film Beaver People (Bobří lid).

### Spisovatelem

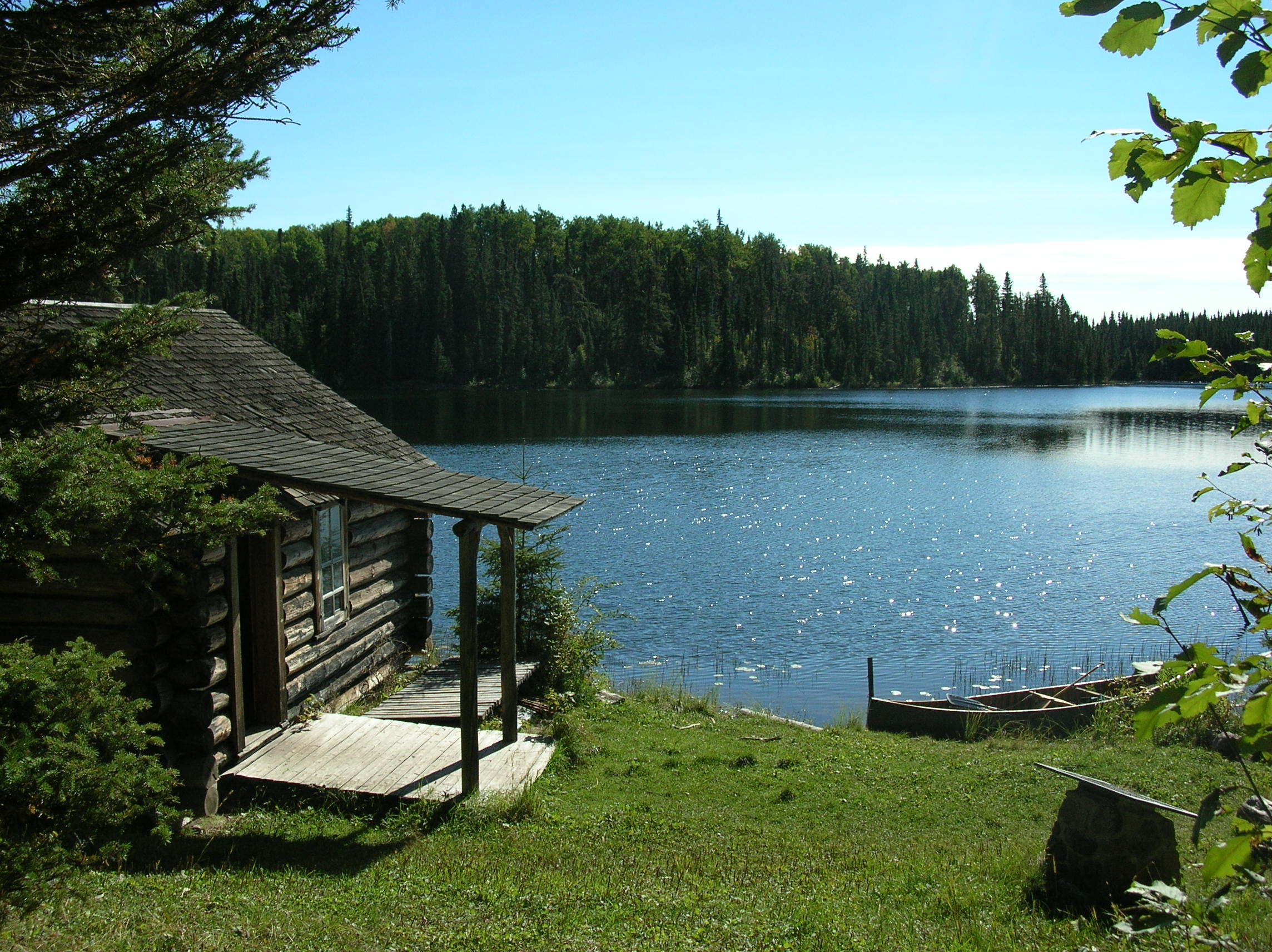
Srub Grey Owla na jezeře Ajawan

Roku 1931 vydal Grey Owl svou první knihu The Men of the Last Frontier (Muži z poslední hranice), ve které se zabýval hubením bobrů a vyjádřil své obavy o budoucnost kanadských lesů ničených za účelem zisku, a pro časopis Kanadské lesnické asociace Forest & Outdoors napsal celou řadu článků, ve kterých podporoval ekologii, environmentalismus, ochranu přírody a indiánský způsob života v souladu s přírodou.
V tom samém roce byl najat organizací Dominion Parks Service jako správce a usídlil se v Národním parku Riding Mountain v Manitobě. Ukázalo se však, že podmínky v jezerech v parku nejsou vhodné pro chování bobrů (na podzim příliš klesaly jejich hladiny), takže roku 1932 přesídlil do Saskatchewanu k jezeru Ajawan, kde bydlel v dřevěném srubu, který mu poskytlo vedení Národního parku prince Alberta. V tomto roce mu také Anahaero porodila dceru Shirley. Jejich soužití se však roku 1936 rozpadlo.
V letech 1935-1936 vydal Grey Owl ještě další tři knihy a v letech 1935–1936 a 1937–1938 podnikl přednáškové turné po Kanadě, Anglii a USA, kde propagoval své knihy a ochranu životního prostředí. Měl obrovský úspěch, který vyvrcholil tříhodinovou audiencí u anglického krále Jiřího VI., které se zúčastnily i princezny Alžběta a Margaret. Během turné po Kanadě se setkal s Frankokanaďankou Yvonne Perrierovou, se kterou se v listopadu roku 1936 oženil, čímž se dopustil další bigamie.

### Smrt
Podniknutá turné byla pro Grey Owla fyzicky velmi náročná, protože byl oslaben alkoholismem. Začátkem dubna roku 1938 se vrátil do svého srubu na břehu jezera Ajawan, kde byl o pět dnů později nalezen v bezvědomí. Byl ihned převezen do nemocnice v blízkém městě Prince Albert, kde 13. dubna zemřel na zápal plic. Byl pohřben poblíž svého srubu, kde byla později (roku 1984) pochována i jeho dcera a roku 1986 také její matka Anahaero. Veškerý jeho majetek zdědila jeho jediná zákonitá manželka Angele Egwuna.
Po Grey Owlově smrti se postupně začaly množit pochybnosti o jeho indiánském původu. Den po jeho smrti otiskl ontarijský deník North Bay Nugget jeho skutečný příběh, který znal již tři roky. I jeho vydavatel, který se snažil Grey Owlovy myšlenky obhajovat, musel nakonec uznat, že byl oklamán. A k tomu vyplula na povrch i Grey Owlova bigamie. Jeho knihy přestávaly být zpočátku dokonce vydávány, ale pak v nich obsažené hluboké znalosti problematiky životního prostředí zvítězily. V deníku Ottawa Citizen o tom konstatovali: Samozřejmě, že hodnota jeho práce není ohrožena. Jeho vědomosti jako spisovatele a přírodovědce přežijí.

### Posmrtná uznání
O Grey Owlovi bylo napsáno mnoho knih a roku 1999 o něm dokonce anglický režisér Richard Attenborough natočil hraný film s Pierce Brosnanem v hlavní roli. Na domě v Hastingsu, kde se narodil, byla roku 1997 umístěna pamětní deska.
Mezi nejvýznamnější knihy o Owlovi patří:
- Lovat Dickson: Half-Breed: The Story of Grey Owl 1939, Míšenec: příběh Grey Owla).
- Anahaero: My Life with Grey Owl (1940, Můj život s Grey Owlem), přepracováno roku 1972.
- Thomas Randall: Footsteps on Old Floors (1968, Stopy na starých podlahách), jde o sbírku historických prací, která mimo jiné obsahuje také šedesátistránkovou kapitolu o Grey Owlovi z doby, kdy sloužil v kanadské armádě, založenou na vzpomínkách mužů, kteří sloužili s ním.
- Anahaero: Devil in Deerskins: My Life with Grey Owl(1972, Ďábel v kůžích z jelena: můj život s Grey Owlem), přepracované vydání knihy z roku 1940.
- Lovat Dickson: Wilderness Man: The Strange Story of Grey Owl (1974, Muž z divočiny: neobyčejný příběh Grey Owla).
- Donald B. Smith: From the Land of Shadows (1990, Ze země stínů).
- Wicky Shipton: Grey Owl (2008).

## Literární dílo
Níže jsou uvedeny vydané knihy a nejvýznamnější články.

### Nejvýznamnější články
- King of the Beaver People (1931, Král bobřího lidu),
- A Day in a Hidden Town (1931, Den ve skrytém městě),
- A Mess of Pottage (1931),
- The Perils of Woods Travel (1931, Rizika cestování v lese),
- Indian Legends and Lore (1931, Indiánské legendy a tradice),
- A Philosophy of the Wild (1931, Filozofie divočiny),
- A Description of the Fall Activities of Beaver, with some remarks on Conservation (1935).

### Knihy
- The Men of the Last Frontier (1931, Muži z poslední hranice), kniha, ve které se autor zabýval hubením bobrů a vyjádřil své obavy o budoucnost kanadských lesů ničených za účelem zisku.
- Pilgrims of the Wild (1935, Poutníci z divočiny), autobiografická kniha, ve které autor vypráví příběh svého přerodu z lovce do ochránce přírody.
- The Adventures of Sajo and her Beaver People (1935, Sejdžo a její bobříci), dobrodružný román pro mládež líčící příběhy dvou indiánských dětí z kmene Odžibvejů a jejich dvou ochočených bobřích mláďat, čeaky též jako Bobři: příhody malé Indiánky a jejích bobříčků,
- Tales of an Empty Cabin (1936, Povídky prázdného srubu), sbírka povídek odehrávajících se v kanadské divočině, jejímiž hrdiny jsou indiáni, medvědi, vlci i další zvířata, se kterými se setkal.

## Česká vydání
- Bobři: příhody malé Indiánky a jejích bobříčků, Praha: Ústřední dělnické knihkupectví a nakladatelství 1938, přeložila Milada Hutterová
- Sejdžo a její bobříci, SNDK, Praha 1967, přeložil Jakub Markovič.